# Pele de Asno

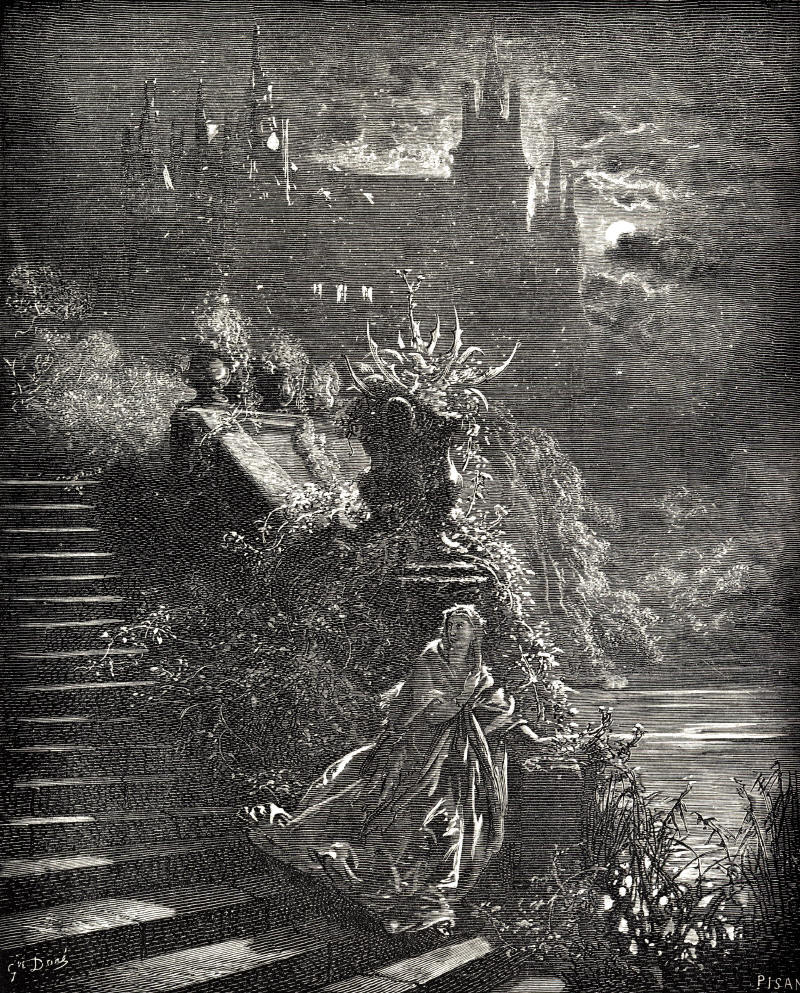
Ilustração de 1867, de Gustave Doré

Pele de Asno é um conto de fadas em versos do escritor francês Charles Perrault publicado em 1694 e só incorporado aos Contos da Mãe Gansa (Contes de ma mère l'oye) na "primeira edição completa" de 1781.
Os Irmãos Grimm recolheram uma versão deste conto em alemão sob o título de Allerleirauh, traduzido às vezes como Pele de bicho ou Todos-os-tipos-de-pele.

## História
Era uma vez um rei que possuía uma linda esposa e um belo palácio cheio de riquezas, inclusive um asno mágico cujas lágrimas eram ouro puro. Um dia sua esposa faleceu, depois de fazê-lo prometer que só se casaria com uma mulher cuja beleza e suas qualidades fossem iguais às dela. O rei caiu numa depressão profunda, até que certa vez sentiu a necessidade de arranjar uma outra esposa. Ficou claro que a única mulher que faria valer o trato seria sua própria filha.
Ela resolveu consultar sua fada-madrinha, que aconselhou a fazer exigências impossíveis, como condição de seu consentimento: um vestido da cor do céu, outro da cor da lua, outro tão brilhante quanto o sol, e por fim, a pele de seu asno mágico. A vontade do rei de se casar com ela era tanta que ele conseguiu com sucesso todos os presentes exigidos. A fada-madrinha deu a ela um baú encantado que carregaria todos os seus pertences, e disse a ela que a pele de asno serviria como um excelente disfarce.
A princesa fugiu e encontrou logo mais um majestoso engenho onde conseguiu emprego na cozinha, por causa de sua feia aparência exposta pela pele de asno. Em dias festivos, ela vestia os finos vestidos que seu pai havia lhe presenteado, até que um dia, quando o príncipe passava do lado do quarto dela, espiou pelo buraco da fechadura. Encantado com tal beleza, se apaixonou no mesmo momento, mas depois adoeceu de saudades, e disse que nada poderia curá-lo senão um bolo feito pela Pele de Asno. Nada que dissessem sobre o quão suja criatura era ela o convencia a mudar de ideia.
Enquanto a Pele de Asno preparava o bolo, um anel seu caiu na massa a ser assada. O príncipe encontrou o anel e declarou que só se casaria com a mulher cujo dedo se encaixasse perfeitamente no buraco. Não servia no dedo de nenhuma mulher, até ele insistir que Pele de Asno tentasse, e seu dedo se encaixou perfeitamente. Quando ela vestiu seus vestidos finos, os pais do príncipe reconsideraram a escolha do filho. Mais tarde, Pele de Asno descobriu que seu pai se casou com uma bela viúva, e todos viveram felizes para sempre. 

## Análise
O incesto é o tema deste conto.
Sob o pretexto de cumprir uma promessa à esposa falecida, o rei se propõe a violar o maior tabu de todas as civilizações do mundo: o incesto entre pai e filha. Um druida o aconselha a não fazê-lo, e a fada madrinha da princesa lhe explica a significação real do amor pelos pais.
Em algumas versões o asno cuja pele a princesa pede é mágico, defeca peças de ouro, que são a riqueza do rei. Desse modo, a princesa pensa que o rei não irá sacrificá-lo. A princesa passa a ser conhecida pela pele do animal, não chegamos a saber seu nome.
Como em outros contos - Cinderela, A bela adormecida - o caminho que leverá o príncipe até a princesa será longo e tortuoso. O anel que só se encaixava no dedo da princesa se assemelha com o sapato de vidro do conto da gata borralheira.